# هانس يوناس
هانس يوناس (بالألمانية: Hans Jonas)‏ (10 مايو 1903–5 فبراير 1993) هو فيلسوف ألماني راحل، وأستاذ جامعي. ولد في مونشنغلادباخ، وكان عضوا في الأكاديمية الأمريكية للفنون والعلوم. توفي في نيويورك، عن عمر يناهز 90 عاما.

## وصلات خارجية
- هانس يوناس على موقع مونزينجر (الألمانية)
- هانس يوناس على موقع إن إن دي بي (الإنجليزية)
- هانس يوناس على موقع ديسكوغز (الإنجليزية)